# Parastygarctus
Genre
Parastygarctus est un genre de tardigrades de la famille des Stygarctidae. 

## Liste des espèces
Selon Degma, Bertolani et Guidetti, 2013 :
- Parastygarctus biungulatus Morone De Lucia, Grimaldi de Zio & D'Addabbo Gallo, 1984
- Parastygarctus higginsi Renaud-Debyser, 1965
- Parastygarctus mediterranicus Gallo D’Addabbo, Grimaldi de Zio & Sandulli, 2001
- Parastygarctus renaudae Grimaldi de Zio, D’Addabbo Gallo, Morone De Lucia & Daddabbo, 1987
- Parastygarctus robustus Hansen, Kristensen & Jørgensen, 2012
- Parastygarctus sterreri Renaud-Mornant, 1970
- Parastygarctus svennevigi Hansen, Kristensen & Jørgensen, 2012

## Publication originale
- Renaud-Debyser, 1965 : Parastygarctus higginsi n. g., n. sp. Tardigrade marin interstitiel de Madagascar. Compte Rendu de l'Académie des Sciences, Paris, vol. 260, p. 955-957.